# Bitva u Zely
Bitva u Zely se odehrála poblíž Zile v Malé Asii 21. května 47 př. n. l. (juliánský kalendář) neboli 2. srpna 47 př. n. l. podle předjuliánského římského kalendáře mezi Gaiem Iuliem Caesarem na jedné straně a Farnakem II., králem Bosporské říše, na druhé straně. Své drtivé vítězství prý Caesar oznámil slavnou lakonickou frází veni vidi vici, tj. „přišel jsem, viděl jsem, zvítězil jsem“.

## Kontext

Caesarovo tažení z Říma

Farnakés porazil římského legáta Gnaea Domitia Calvina v bitvě u Nikopole roku 48 př. n. l., a poté chtěl ovládnout území svého otce Mithridata VI. a získat zpět Pontus. Po svém vítězství prý podle římských záznamů Farnakés páchal zvěrstva na římských občanech a bývalých spojencích Říma. Když však zjistil, že se blíží Caesar, okamžitě vyslal posly s nabídkou smíru, kterou římský vojevůdce rozhodně odmítl, protože nebyly splněny jeho mírové podmínky, mimo jiné okamžité stažení Farnaka z Pontu.

## Bitva
Poté, co byl Farnakés II. informován o Caesarových nepřátelských záměrech, rozmístil své jednotky na kopci poblíž dnešního města Zile. Měl jen několik dobře vycvičených jednotek, velkou část jeho armády tvořili žoldnéři a nuceně naverbovaní vojáci. Caesar, který měl velmi zkušené legionáře prověřené občanskou válkou, také své jednotky nechal postavit tábor na kopci, aby byl v dobré obranné pozici, stejně jako Farnakés. Navzdory veškeré vojenské logice zaútočil Farnakés na Caesarovu armádu do kopce, což zpočátku způsobilo mezi Římany určitý zmatek a ztráty. Do předních linií postavil Farnakés válečné vozy s kosami, hned za nimi následovali lehkooděnci, teprve až pak dorazil zbytek pěchoty. Ostřílení římští legionáři však dokázali překvapivý útok rychle odrazit a obrátit pontskou armádu na útěk. Farnakés s několika věrnými stoupenci uprchl z bojiště, ale byl ještě téhož roku úkladně zavražděn uzurpátorem Asandrem na Krymu.

## Veni vidi vici
Pětidenní tažení proti bosporskému králi Farnakovi a čtyřhodinovou rozhodující bitvu shrnul Caesar v dopise svému příteli Gaiovi Matiovi slovy veni vidi vici („Přišel jsem, viděl jsem, zvítězil jsem“), jak nás informuje řecký historik Plútarchos. Podle Suetonia navíc Caesar nechal na svém triumfálním průvodu Pontem nést nápis s těmito třemi slovy.